# Tatranský národní park (Polsko)
Tatranský národní park (polsky Tatrzański Park Narodowy, zkr. TPN) je národní park v jižním Polsku u hranic se Slovenskem. Byl vyhlášen v roce 1954 na ploše 215,56 km², ale v současnosti je menší, 211,64 km².
První návrhy na ochranu Tater se objevily koncem 19. století. V roce 1925 vznikly první snahy na vytvoření národního parku ve spolupráci se Slovenskem. Formálně park vznikl v roce 1937, na ploše, která patřila státním lesům. Po druhé světové válce v roce 1947 byla vytvořena oddělená správní jednotka, Tatranský park. V roce 1993 se TPN a jeho slovenský ekvivalent se stejným místním názvem Tatranský národní park staly lokalitou světového přírodního dědictví UNESCO světového významu.